# Roslagsbanan
Roslagsbanan (Руслагсбанан) — вузькоколійна міська залізнична мережа у Руслагені, округ Стокгольм, Швеція. 
Має загальну довжину маршруту 65 км, 38 станцій та ширину колії 891 мм.
Є під орудою Storstockholms Lokaltrafik
Лінія починається від станції Стокгольм-Східний та прямує на північ розгалужуючись на три лінії на вузлових станціях Юрсгольмс-Есбю і Руслагс-Несбю; та має кінцеві станції у Несбюпарк, Естершер і Корста.
Має подвійну колію між Стокгольмом і Віггбюгольмом і між Рюдбо і Окерсберга. Решта – одноколійна, але на лінії до Валлентуни побудували другу колію в 2012 році  і до Рюдбо-Акерс Руньо в 2013 році. На окремих станціях на одноколійних дистанціях є роз'їзди.
Згідно з планом розвитку Стокгольма в 2022 має розпочатись будівництво продовження лінії до Т-Сентрален
.

## Маршрут

Roslagsbanan

| Лінія | Маршрут                       | Довжина | Станцій |
| ----- | ----------------------------- | ------- | ------- |
| 27    | Стокгольм-Східний – Костра    | 41.5 км | 23      |
| 28    | Стокгольм-Східний – Естершер  | 29.5 км | 20      |
| 29    | Стокгольм-Східний – Несбюпарк | 11.5 км | 12      |
| Разом | Разом                         | 65 км   | 39      |

## Операції
Лінія обслуговується «Roslagståg AB» з 2002 року. 
На залізниці працює близько 280 осіб: чергові, машиністи та кондуктори. 
Пасажирообіг становить приблизно 10 мільйонів на рік, тобто приблизно 42 тис. щоденно 
. 
Найзавантаженішою станцією є Стокгольм-Східний, яким щодня користується близько 10 000 осіб.
.

## Історія
«Roslagsbanan» — одна з найстаріших електричних залізниць загального користування в Європі. 
Перша дистанція залізниці була введена в експлуатацію в 1876 році як залізниця Уппсала - Ленна. 
В 1885 році була відкрита залізниця Стокгольм - Римбо, а в 1892 році була електрифікована дистанція Стокгольм —  Юрсгольм. 
В 1920-х роках залізниця покривала значну частину Руслагена, звідки і отримала свою назву. 
В 1969 році залізниця перейшла від Statens Järnvägar до відділу міського транспорту Стокгольма. 
Частина ліній була ліквідована, частина переобладнана на залізницю стандартної колії. 
В 1970-х роках залізниця, яка була недостатньо інвестована і була в поганому технічному стані, стала епіцентром політичних спекуляцій і опинилася під загрозою ліквідації 
. 
В 1980 році відбувся референдум, на якому прихильники збереження лінії здобули велику перевагу. 
Проведено модернізацію залізниці та придбано новий рухомий склад.

## Рухомий склад
На 2021 рік рухомий склад що використовувся на лінії був виробництва Adtranz (зараз Bombardier) та був поставлений в 1988-95 роках.  
Потяги належать SL, але обслуговуються та експлуатуються Roslagståg.
- Мотовагон SL X10p[en] Кількість транспортних засобів: 35, кількість місць: 72, довжина: 19,9 м, вага: 27,7 тонн, потужність двигуна: 400 кВт, послідовність осей: BoBo, максимальна швидкість: 80 км/год
- Головний вагон SL X10p Кількість транспортних засобів: 34, Кількість місць: 76, Довжина: 19,9 м, Вага: 16,3 тонни
- Проміжний вагон вагон УБп Кількість транспортних засобів: 32, Кількість місць: 66 (до переобладнання 80), Довжина: 19,9 м, вага: 16 тонн

У серпні 2016 року SL замовила у Stadler Rail 22 потяги SL X15p

завдовжки 60 м з трьома вагонами та мають максимальну швидкість 120 км/год. з можливістю дозамовлення ще 45 поїздів за фіксованою ціною.

Очікується, що новий тип поїзда почне регулярно курсувати в 2022 році